# Erich Auerbach (filolog)
Erich Auerbach (9. listopadu 1892, Berlín – 13. října 1957, Wallingford, Connecticut) byl německo-židovský filolog a literární kritik.

## Život
Poté, co se vrátil ze světové války, získal Auerbach v roce 1921 doktorát a v roce 1929 se stal členem filologické fakulty na univerzitě v Marburgu. Před vzrůstem národního socialismu v Německu emigroval do tureckého Istanbulu a v roce 1947 do USA. Zde vyučoval na Pensylvánské univerzitě a od roku 1950 do své smrti na Yaleově Univerzitě.
Jeho možná nejznámější knihou je Mimesis, kde shrnuje historii reprezentace v západní kultuře od starověku do moderní doby porovnáváním ukázek z klasických literárních děl, na kterých ukazoval rozdíly v řešení vztahu uměleckého díla ke skutečnosti.

## Myšlenky
Realismus je podle Auerbacha interpretace skutečnosti, projekt stylu, předcházejícího jakémukoli tematizování.
Styl je podle Auerbacha způsob zobrazení skutečnosti.

## Dílo
- Zur technik der Frührenaissancenovelle, 1921
- Dante als Dichter der irdischen Welt, 1929
- Das französische Publikum des 17. Jahrhunderts, 1933
- Romantik und realismus, 1933
- Neue Dantestudien, 1944
- Mimesis. Dargestellte Wirklichkeit in der abendländischen Literatur, 1946
- Introduction aux études de philologie romane, 1949
- Vier Untersuchungen zur Geschichte der französischen Bildung, 1951
- Typologische Motive in der mittelalterlichen Literatur, 1953
- Literatursprache und Publikum in der lateinischen Spätantike und im Mittelalter, 1958